# Тутутни (язык)
Тутутни, или кокилл (Coquille, (Lower) Rogue River, Tututni) — мёртвый атабаскский язык, на котором раньше говорил народ тутутни (один из народов реки Роуг), который проживает на западе штата Орегон в США. Также у языка было два диалекта (ныне мёртвые): кокилл (Coquille, Mishikhwutmetunee, Upper Coquille), на котором раньше говорили в верховье реки Кокилл на юго-западе штата Орегон, и собственно тутутни (Tututni), который тоже был распространён на юго-западе штата Орегон. Это один из 4 языков, который принадлежит орегонскому атабаскскому кластеру тихоокеанских атабаскских языков.